# Václav Bobek
Václav Bobek (ur. 23 marca 1914, zm. 2 kwietnia 1980) – czechosłowacki kierowca wyścigowy i rajdowy.

## Biografia
Po wojnie rywalizował samochodami Škoda. W roku 1948 wygrał w Rajdzie Polski klasę do 1250 cm³. W 1950 roku wspólnie z Jaroslavem Netušilem wystartował modelem 1101 Sport w wyścigu 24h Le Mans, jednak rywalizacji załoga nie ukończyła. W latach 1952–1953 uczestniczył w mistrzostwach NRD samochodów turystycznych, zdobywając w 1953 roku trzecie miejsce w klasyfikacji grupy S1,1.
W 1966 roku zadebiutował Škodą F3 w Pucharze Pokoju i Przyjaźni. Uczestniczył również w lokalnych edycjach Formuły 3 w Czechosłowacji, NRD i Polsce. W latach 1968–1970 rywalizował w serii ETCC, zajmując w 1969 roku piąte miejsce w Dywizji 1 Škodą 1000 MB.
Wystartował wspólnie z synem, Václavem jr, w kilku wyścigach długodystansowych.

## Wyniki
| Legenda oznaczeń w tabelach wyników Wyświetl szablon na nowej stronie | Legenda oznaczeń w tabelach wyników Wyświetl szablon na nowej stronie                                                                     |
| Oznaczenie                                                            | Wyjaśnienie |
| --------------------------------------------------------------------- | --- |
| Złoty                                                                 | Zwycięzca lub mistrzostwo |
| Srebrny                                                               | 2. miejsce lub wicemistrzostwo |
| Brązowy                                                               | 3. miejsce lub II wicemistrzostwo |
| Zielony                                                               | Ukończył, punktował (w klasyfikacji generalnej, gdy zdobył co najmniej jeden punkt na przestrzeni sezonu, poza trzema powyższymi opcjami) |
| Niebieski                                                             | Ukończył, nie punktował (w klasyfikacji generalnej, gdy nie zdobył co najmniej jednego punktu na przestrzeni sezonu)                      |
| Czerwony                                                              | Nie zakwalifikował się (NZ) |
| Czerwony                                                              | Nie prekwalifikował się (NPK) |
| Różowy                                                                | Nie ukończył (NU) |
| Różowy                                                                | Niesklasyfikowany (NS) (w klasyfikacji generalnej, gdy nie został sklasyfikowany w żadnym wyścigu sezonu)                                 |
| Czarny                                                                | Zdyskwalifikowany (DK) |
| Czarny                                                                | Wykluczony (WYK/EX) |
| Biały                                                                 | Nie wystartował (NW) |
| Biały                                                                 | Kontuzjowany (K/INJ) |
| Biały                                                                 | Wyścig odwołany (OD/C) |
| Bez koloru                                                            | Został wycofany (WYC/WD) |
| Bez koloru                                                            | Nie przybył (NP/DNA) |
| Bez koloru                                                            | Nie brał udziału w treningach (NT/DNP) |
| Bez koloru                                                            | Nie został zgłoszony (–) |
| Pogrubienie                                                           | Start z pole position |
| Kursywa                                                               | Najszybsze okrążenie wyścigu |
| †                                                                     | Nie ukończył, ale jego rezultat został zaliczony ze względu na przejechanie więcej niż 90% dystansu wyścigu.                              |
| *                                                                     | Sezon w trakcie |
| 1/2/3                                                                 | Punktowana pozycja w sprincie |
| Lista systemów punktacji Formuły 1                                    | |

### Puchar Pokoju i Przyjaźni
| Rok  | Samochód | Silnik | Wyniki w poszczególnych eliminacjach | Wyniki w poszczególnych eliminacjach | Wyniki w poszczególnych eliminacjach | Wyniki w poszczególnych eliminacjach | Pkt. | Msc. |
| ---- | -------- | ------ | ------------------------------------ | ------------------------------------ | ------------------------------------ | ------------------------------------ | ---- | ---- |
| 1966 |          |        |                                      |                                      |                                      |                                      | ?    | ?    |
| 1966 | Škoda F3 | Škoda  | -                                    | -                                    | -                                    | 4                                    | ?    | ?    |
| 1967 |          |        |                                      |                                      | Czechosłowacja                       |                                      | ?    | ?    |
| 1967 | Škoda F3 | Škoda  | -                                    | 4                                    | 2                                    | NU                                   | ?    | ?    |
| 1968 |          |        |                                      | Czechosłowacja                       |                                      |                                      | ?    | ?    |
| 1968 | Škoda F3 | Škoda  | 2                                    | ?                                    | NU                                   |                                      | ?    | ?    |
| 1969 |          |        | Czechosłowacja                       |                                      |                                      |                                      | ?    | ?    |
| 1969 | Škoda F3 | Škoda  | 3                                    | NU                                   | 5                                    | 3                                    | ?    | ?    |
| 1970 |          |        | Czechosłowacja                       |                                      |                                      |                                      | ?    | ?    |
| 1970 | Škoda F3 | Škoda  | 11                                   | ?                                    | ?                                    | ?                                    | ?    | ?    |

### Wschodnioniemiecka Formuła 3
| Rok  | Zespół              | Samochód | Silnik | Wyniki w poszczególnych eliminacjach | Wyniki w poszczególnych eliminacjach | Wyniki w poszczególnych eliminacjach | Wyniki w poszczególnych eliminacjach | Wyniki w poszczególnych eliminacjach | Wyniki w poszczególnych eliminacjach | Pkt. | Msc. |
| ---- | ------------------- | -------- | ------ | ------------------------------------ | ------------------------------------ | ------------------------------------ | ------------------------------------ | ------------------------------------ | ------------------------------------ | ---- | ---- |
| 1967 |                     |          |        |                                      |                                      |                                      |                                      |                                      |                                      | 0    | NS   |
| 1967 | AZNP Mláda Boleslav | Škoda F3 | Škoda  | -                                    | -                                    | -                                    | -                                    | -                                    | NU                                   | 0    | NS   |

### Polska Formuła 3
| Rok  | Zespół              | Samochód | Silnik | Wyniki w poszczególnych eliminacjach | Wyniki w poszczególnych eliminacjach | Pkt. | Msc. |
| ---- | ------------------- | -------- | ------ | ------------------------------------ | ------------------------------------ | ---- | ---- |
| 1968 |                     |          |        |                                      |                                      | 0    | NS   |
| 1968 | AZNP Mláda Boleslav | Škoda F3 | Škoda  | 2                                    | -                                    | 0    | NS   |